# Chloe Bridges
Chloe Bridges, poznana tudi kot Chloe Suazo, ameriška filmska in televizijska igralka ter pevka, *27. december 1991, Louisiana, Združene države Amerike. Najbolje je poznana kot Zoey iz televizijske serije Freddie.

## Zgodnje in zasebno življenje
Chloe Bridges se je rodila 27. decembra 1991 v Louisiani, Združene države Amerike. Trenutno skupaj z mamo prebiva v Los Angelesu. V prostem času rada poje in zna igrati na klavir.

## Kariera
Chloe Bridges je s svojo igralsko kariero začela v starosti štirinajstih let, ko je leta 2005 dobila svojo prvo vlogo v televizijski seriji Freddie, kjer je zaigrala Zoey ob igralcih, kot so Freddie Prinze Jr., Jenny Gago, Brian Austin Green in Jacqueline Obradors. V seriji je nastopala pod imenom Chloe Suazo. Vloga Zoey je do danes njena najuspešnejša vloga, z njo pa je leta 2006 nastopila tudi v televizijski seriji George Lopez. Serijo Freddie so snemali do leta 2006 in do takrat je Chloe Bridges tudi redno upodabljala Zoey. Pojavila se je v vseh dvaindvajsetih epizodah serije. Leta 2006 je posodila tudi glas Danielle Van de Kamp, hčerki Bree Van de Kamp (ki jo je v seriji sicer upodobila Joy Lauren) v videoigri Razočarane gospodinje: Videoigra.
V letu 2008 je Chloe Bridges zaigrala Undine v eni epizodi televizijske serije Out of Jimmy's Head ter imela vlogo Tammy v filmu The Longshots, kar je bila tudi njena prva filmska vloga. Istega leta je odšla na avdicijo za Mitchie Torres v filmu Camp Rock, vendar je vlogo dobila Demi Lovato. Naslednje leto se je pojavila v dveh filmih, v filmu Forget Me Not in v filmu Blondinki z gimnazije. 3. septembra 2010 bo izšel televizijski film Camp Rock 2: The Final Jam, nadaljevanje filma Camp Rock, v katerem bo imela Chloe Bridges vlogo Dane Turner.

## Filmografija
| Filmi      | Filmi                            | Filmi                | Filmi             |
| Leto       | Naslov                           | Vloga                | Opombe            |
| ---------- | -------------------------------- | -------------------- | ----------------- |
| 2008       | The Longshots                    | Tammy                |                   |
| 2009       | Blondinki z gimnazije            | Ashley               | Televizijski film |
| 2009       | Forget Me Not                    | Layla                |                   |
| 2010       | Camp Rock 2: The Final Jam       | Dana Turner          | Televizijski film |
| Televizija |                                  |                      |                   |
| Leto       | Naslov                           | Vloga                | Opombe            |
| 2005–2006  | Freddie                          | Zoey                 |                   |
| 2006       | George Lopez                     | Zoey                 | 1 epizoda         |
| 2008       | Out of Jimmy's Head              | Undine               | 1 epizoda         |
| Videoigre  |                                  |                      |                   |
| Leto       | Naslov                           | Vloga                | Opombe            |
| 2006       | Razočarane gospodinje: Videoigra | Danielle Van de Kamp | Glas              |